# Брахігобіус
Брахігобіус, або брахіогобіус (Brachygobius) — рід дрібнорозмірних риб родини Оксудеркових (Oxudercidae). Є популярними об'єктами акваріумістики, відомі як риби-джмелики завдяки своєму забарвленню.

## Види
Brachygobius aggregatus

Brachygobius doriae

Brachygobius kabiliensis

Brachygobius mekongensis

Brachygobius nunus

Brachygobius sabanus

Brachygobius xanthomelas

Brachygobius xanthozonus